# Lamutskoie
Lamutskoie (en rus: Ламутское) és un poble del districte autònom de Txukotka, a Rússia, que el 2018 tenia 138 habitants. Es troba al nord-oest de Màrkovo i 10 km al nord-est de Txuvànskoie, al curs mitjà del riu Anàdir.